# Hilfe, ich hab meine Eltern geschrumpft
Hilfe, ich hab meine Eltern geschrumpft ist ein Spielfilm von Tim Trageser aus dem Jahr 2018. Die deutsch-österreichische Koproduktion kam in Deutschland am 18. Januar 2018 und in Österreich am darauffolgenden Tag in die Kinos. Die Premiere erfolgte am 12. Januar 2018 im Filmforum des Museum Ludwig. Es handelt sich um den zweiten Teil der Hilfe-Trilogie, vorangegangen ist Hilfe, ich hab meine Lehrerin geschrumpft und nachfolgend ist Hilfe, ich hab meine Freunde geschrumpft.

## Handlung
In dieser Fortsetzung spukt es wieder. Allerdings treibt nicht nur der wohlwollende Geist des Schulgründers Otto Leonhard sein Unwesen. Durch Zufall erwacht auch die vor langer Zeit verstorbene Direktorin Hulda Stechbarth wieder zum Leben, die das liberale, schülerfreundliche Lernkonzept Leonhards verabscheut.
Für Felix Vorndran läuft es gut am Otto-Leonhard-Gymnasium unter der Leitung von Direktorin Dr. Schmitt-Gössenwein, er fühlt sich dort mit seinen Freunden Ella und Mario sehr wohl. Da eröffnet ihm sein Vater Peter, dass er mit der Familie nach Dubai ziehen möchte, weil er von dort ein lukratives Jobangebot hat. Felix will das nicht akzeptieren, er wünscht sich, dass seine Eltern auch einmal gezwungen sein sollten, auf ihn zu hören.
Hulda Stechbarths Geist ist in das Schulgebäude gefahren und richtet massive Schäden an. Schmitt-Gössenwein wird nach einer Auseinandersetzung zwischen den Geistern Hulda und Otto geschrumpft, ebenso Felix’ Eltern, die durch die Direktorin eingeladen wurden, um das beschädigte Schulgebäude zu inspizieren. Hulda Stechbarth nimmt Schmitti gefangen. Die geschrumpften Eltern müssen sich auf abenteuerliche Weise nach Hause durchkämpfen. Mitten in der Nacht stehen sie plötzlich hilfesuchend und völlig erschöpft neben Felix’ Bett. Felix muss die Verantwortung übernehmen und sich um seine Eltern kümmern. Gemeinsam mit seinen Freunden arbeitet Felix an einem Plan, wie er seine Eltern wieder vergrößern und die Schule vor Hulda retten kann, die versucht, die ganze Schule in ihre Gewalt zu bringen und die Erinnerungen an Otto Leonhard auszulöschen.

## Produktion

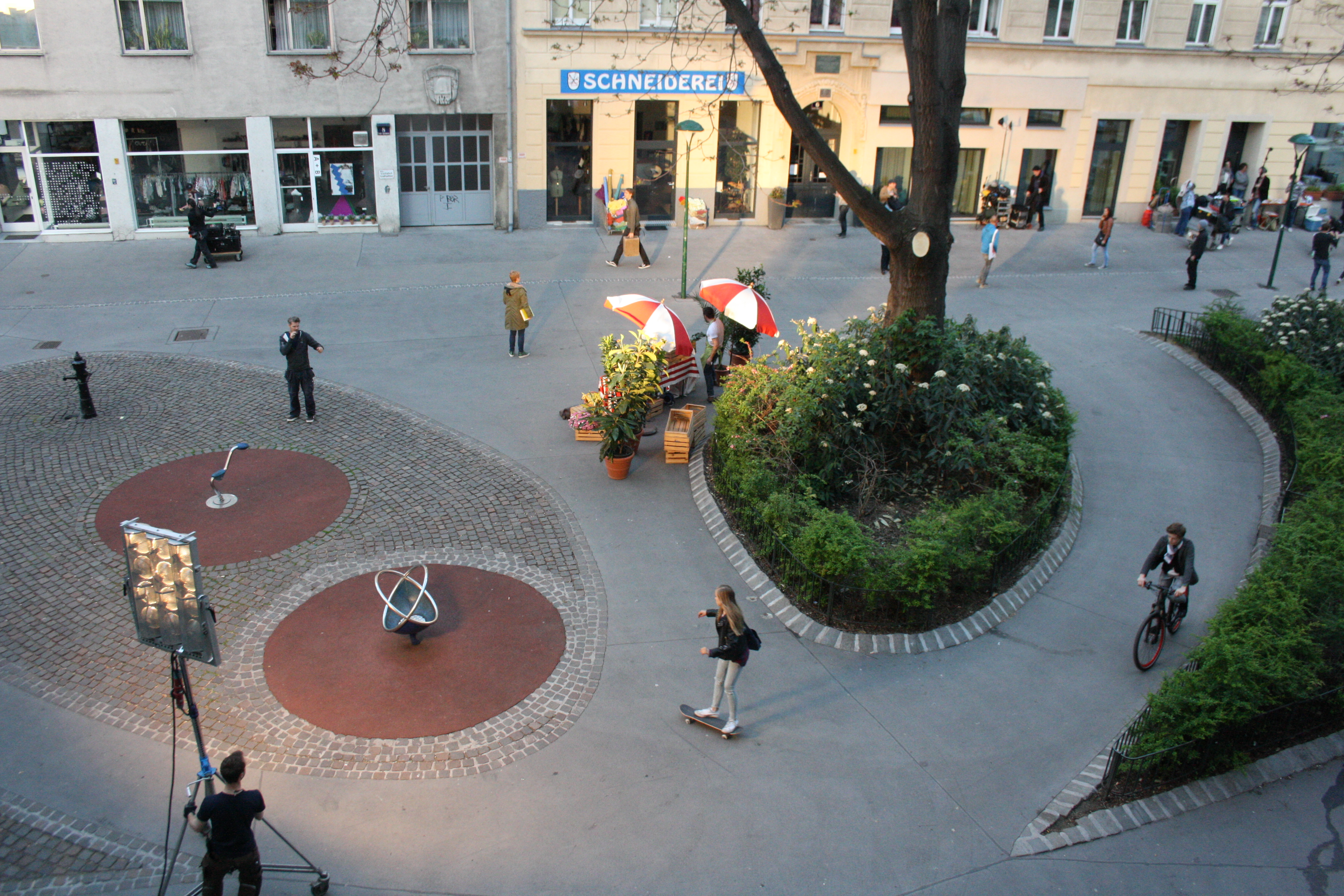
Dreharbeiten im April 2017 am Ludwig-Hirsch-Platz in Wien-Leopoldstadt

Die Dreharbeiten fanden, innerhalb von 45 Tagen, zwischen März und Mai 2017 in Deutschland, Wien und Niederösterreich statt. 14 der Drehtage fanden in einem Studio in Hanau vor einem Greenscreen statt, dort wurden die Szene mit den 'geschrumpften' Darstellern gedreht. Unterstützt wurde der Film vom Österreichischen Filminstitut, vom Filmfonds Wien, Filmstandort Austria, vom Land Niederösterreich, der deutschen Filmförderungsanstalt, dem deutschen Filmförderfonds, dem FilmFernsehFonds Bayern, der Film- und Medienstiftung NRW und HessenFilm.
Produziert wurde der Film von den deutschen Filmproduktionsgesellschaften Blue eyes Fiction, Karibu Film, Deutsche Columbia Pictures Film und ARRI Media sowie der österreichischen Mini Film. Für den Ton zeichnete Max Vornehm verantwortlich, für das Szenenbild Alexandra Maringer und für das Kostümbild Birgit Hutter.

## Rezeption
„Am lustigsten ist es auch diesmal, wenn mit sorglosem Slapstick die Größenunterschiede ausgespielt und die Hierarchien auf den Kopf gestellt werden. Wenn die verzwergten Eltern auch geistig zu nöligen Kindern regredieren, wenn Papa ein Pinkelmalheur durchlebt und Mama kopfüber in ihre Gesichtscreme stolpert, ist das Kinderpublikum hörbar amüsiert. Beim Improvisieren von Miniaturgegenständen, etwa Turnschuhe als Betten und Zahnputzbecher als Badewannen, kommt auch die liebevolle Ausstattung zum Tragen. Trotz aller Holprigkeiten bietet diese deutsche Gulliver-Variante annehmbares Familienentertainment.“

„Schauspielerischer Höhepunkt [...] ist der Auftritt von Andrea Sawatzki als von den Toten auferstandene Direktorin: Sawatzki legt eine preiswürdige, sowohl Furcht einflössende als auch urkomische Performance ab. Von Otto Waalkes indes, der hier mal als sprechende Büste, mal als Ölgemälde in Erscheinung treten darf, würde man gern etwas mehr sehen. Das komödiantische Potenzial der Blödellegende macht sich der Film jedenfalls nicht in ausreichendem Maße zunutze.“

## Auszeichnungen und Nominierungen
Diagonale 2018
- Preis für außergewöhnliche Produktionsleistungen[9]

Kinder-Medien-Preis Der weiße Elefant 2018
- Nominierung in der Kategorie Kinofilm[10]

Austrian Ticket 2018
- für mehr als 75.000 Besucher[11]

Goldener Spatz 2018
- Preis der Kinderjury Kino-TV in der Kategorie Kino-/Fernsehfilm
- Preis des Thüringer Ministerpräsidenten für den Regisseur[12]

Österreichischer Filmpreis 2019
- Nominierung in der Kategorie Bestes Szenenbild (Alexandra Maringer)